# Djamel Tatah

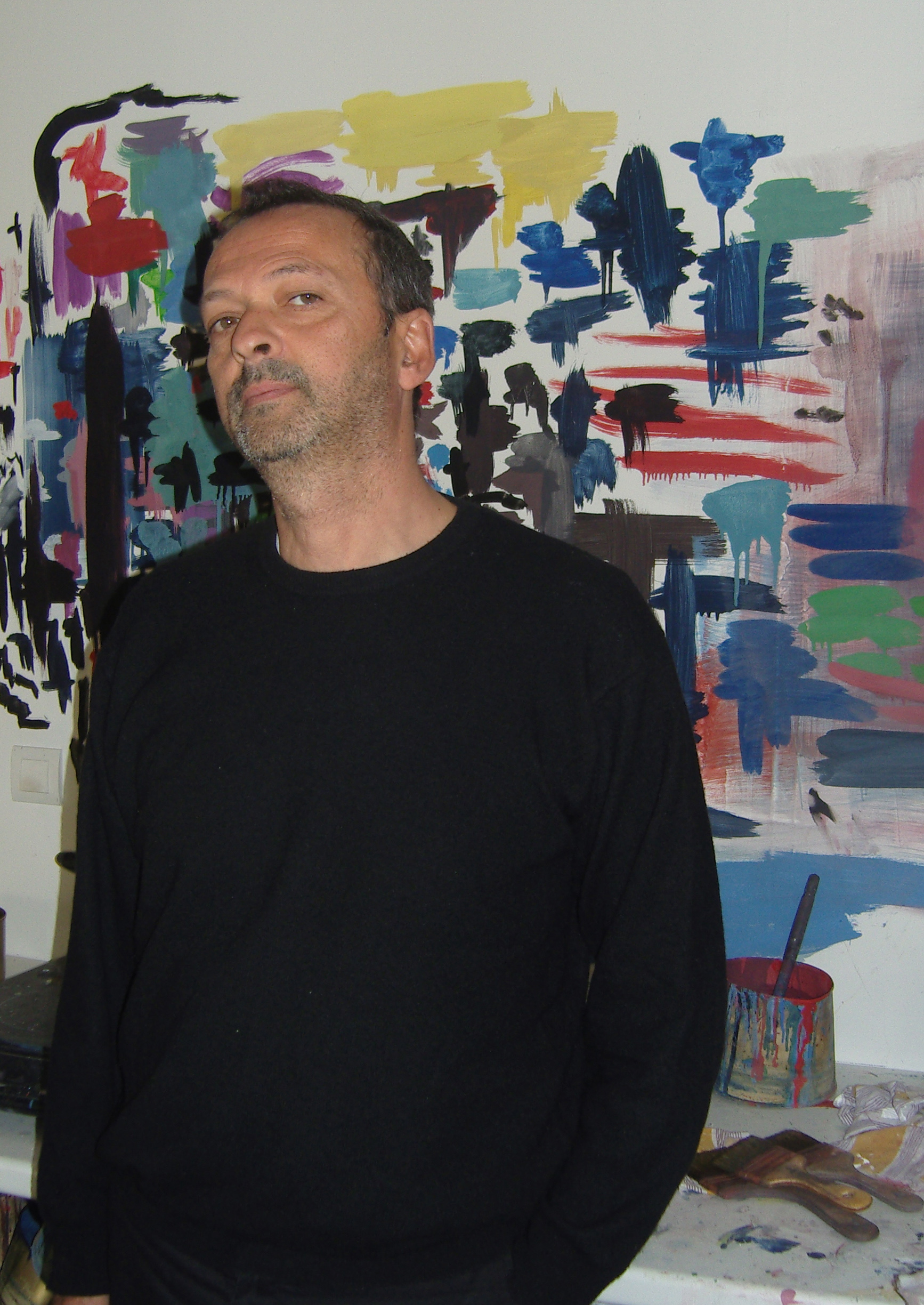
Djamel Tatah

Djamel Tatah (* 1959 in Saint-Chamond) ist ein französischer Maler. Er lebt und arbeitet in Montpellier
In den Jahren 1981 bis 1986 besuchte er die École des Beaux-Arts in Saint-Étienne. Ausstellungen mit seinen Bildern finden im In- und Ausland statt; so zum Beispiel 2021 im Berliner Museum Berggruen. Seiner Werke finden sich in privaten und staatlichen Sammlungen.
Bekannt ist Tatah für seine großformatigen Gemälde und Polyptychen. Er malt er oft lebensgroße Ganzkörper-Porträts.